# Adolph Francis Alphonse Bandelier

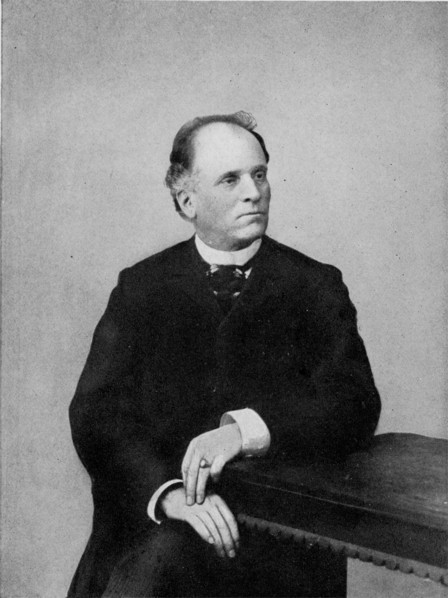
Adolph Bandelier

Adolph Francis Alphonse Bandelier, auch Adolphe-François Bandelier (* 6. August 1840 in Bern; † 18. März 1914 in Sevilla) war ein schweizerisch-amerikanischer Archäologe, der sich besonders für die Erforschung des amerikanischen Südwestens einen Namen gemacht hat. Das Bandelier National Monument in New Mexico ist nach ihm benannt.

## Leben
Bandelier wurde in Bern als Sohn von Adolphe-Eugène Bandelier (1812–1897) geboren und wanderte mit seiner Familie früh in die Vereinigten Staaten aus, wo er die Schule besuchte. Er studierte in der Schweiz (was genau, ist nicht überliefert) und kehrte dann in die USA zurück. Dort entdeckte er als Schüler des bekannten Anthropologen Lewis H. Morgan die Archäologie und die Ethnologie und begann seine Arbeit unter den Indianern Nordamerikas. Er durchstreifte lange Zeit zusammen mit Charles F. Lummis den Südwesten der Vereinigten Staaten auf der Suche nach den Zeugen längst vergangener Kulturen. Er reiste von Sonora aus durch Arizona und New Mexico und beschrieb sämtliche Beobachtungen, die er unterwegs machte, sehr genau. Im Pueblo von Isleta in New Mexico traf Bandelier seinen langjährigen Freund Pater Anton Docher, der dort seit 1891 diente und als Padre von Isleta bekannt war. Tausende von Meilen zog er zusammen mit Lummis durch die trockensten Gegenden der Welt, durch den Grand Canyon und den Pecos sowie zu verschiedenen Pueblos. Diese Gegend sollte zum Kerngebiet der Nordamerikanischen Archäologie werden. Bandelier wurde zur führenden Autorität in Bezug auf die prähistorische Bevölkerung Amerikas.
1890 publizierte er sein erstaunlichstes Werk: The Delight Makers, ein «Roman im Bereich der Wissenschaft». Er packte seine archäologischen und völkerkundlichen Erkenntnisse in einen Liebesroman, dessen Hintergrund, die Beschreibungen der Sitten und Gebräuche, des Glaubens und der Riten auf tatsächlichen Beobachtungen beruhen. Er selbst hatte noch die Indianer gesehen und mit ihnen gesprochen, die die letzten Pueblos bewohnten – ein Privileg, das seinen Nachfolgern wegen der Zerstörung der Pueblos und der Vertreibung oder zwangsweisen Assimilierung ihrer Bewohner weitgehend verwehrt blieb. Er verwertete hierfür auch alte spanische Quellen.
1892 verliess er den Südwesten, um in Ecuador, Bolivien und Peru ethnologische, archäologische und geschichtliche Untersuchungen vorzunehmen. Zunächst arbeitete er für die Hemenway Archaeological Expedition und später für Henry Villard und für das American Museum of Natural History in New York. Bandelier konnte viele alte historische Mythen widerlegen, insbesondere über die Inka.
Bandelier sprach fliessend englisch, französisch, spanisch und deutsch und auch diverse Indianersprachen und ‑dialekte. Er starb während einer Reise 1914 in Sevilla in Spanien. Die Zeitschrift El Palacio in Santa Fé schrieb: «Tod Bandeliers, ein unersetzlicher Verlust!»

## Schriften (Auswahl)
- On the Art of War and Mode of Warfare of the Ancient Mexicans. In: Annual Report of the Trustees of the Peabody Museum of American Archæology and Ethnology. Nr. 10, 1877 = Reports of the Trustees of the Peabody Museum of American Archæology and Ethnology. Band 2, Nr. 1, 1877, S. 95–161.
- On the Distribution and Tenure of Lands, and the Customs with respect to Inheritance, among the Ancient Mexicans. In: Annual Report of the Trustees of the Peabody Museum of American Archæology and Ethnology. Nr. 11, 1878 = Reports of the Trustees of the Peabody Museum of American Archæology and Ethnology. Band 2, Nr. 2, 1878, S. 385–448.
- On the Social Organization and Mode of Government of the Ancient Mexicans. In: Annual Report of the Trustees of the Peabody Museum of American Archæology and Ethnology. Nr. 12, 1880 = Reports of the Trustees of the Peabody Museum of American Archæology and Ethnology. Band 2, Nr. 3, 1880, S. 557–669.
- Historical Introduction to Studies among the Sedentary Indians of New Mexico. In: Papers of the Archaeological Institute of America. American Series. Band 1, 1881, ZDB-ID 433304-4, S. 1–33.
- Report on the Ruins of the Pueblo of Pecos. = A Visit to the Aboriginal Ruins in the Valley of the Rio Pecos. In: Papers of the Archaeological Institute of America. American Series. Band 1, 1881, S. 35–133.
- Report of an Archæological Tour in Mexico, in 1881 (= Papers of the Archaeological Institute of America. American Series. Band 2). Archaeological Institute of America, Boston MA 1884, (Digitalisat).
- The Romantic School of American Archæology. Read before the N. Y. Historical Society, Feb. 3, 1885. New York Historical Society, New York NY 1885, (Digitalisat).
- Final Report of Investigations among the Indians of the Southwestern United States, carried on mainly in the Years from 1880 to 1885 (= Papers of the Archaeological Institute of America. American Series. Band 3–4). 2 Bände. Archaeological Institute of America, Boston MA 1890–1892, (Digitalisate: Band 1, Band 2).
- Contributions to the History of the Southwestern Portion of the United States (= Papers of the Archaeological Institute of America. American Series. Band 5). Archaeological Institute of America, Boston MA 1890, (Digitalisat).
- The Delight Makers. Dodd, Mead and Company, New York NY 1890, (Digitalisat).
- The Gilded Man (El Dorado) and other Pictures of the Spanish Occupancy of America. Appleton and Company, New York NY 1893, (Digitalisat).
- Aboriginal myths and traditions concerning the island of Titicaca, Bolivia. In: American Anthropologist. New Series Band 6, Nr. 2, 1904, ISSN 0002-7294, S. 197–239, JSTOR:659069.
- On the Relative Antiquity of Ancient Peruvian Burials. In: Bulletin of the American Museum of Natural History. Band 20, 1904, ISSN 0003-0090, S. 217–226, (online).
- als Herausgeber: The Journey of Alvar Nuñez Cabeza de Vaca and his companions from Florida to the Pacific 1528–1536. Translated from his own narrative by Fanny Bandelier. Together with the report of Father Marcos of Nizza and a letter from the Viceroy Mendoza. Edited with an introduction by Ad. F. Bandelier. Barnes & Company, New York NY 1905 (von seiner Frau ins Englische übersetzt; Digitalisat).